# März 1943
Portal Geschichte | Portal Biografien | Aktuelle Ereignisse | Jahreskalender | Tagesartikel

◄ |
19. Jahrhundert |
20. Jahrhundert
| 21. Jahrhundert

◄ |
1910er |
1920er |
1930er |
1940er
| 1950er | 1960er | 1970er | ►

◄ |
1939 |
1940 |
1941 |
1942 |
1943
| 1944 | 1945 | 1946 | 1947 | ►

◄ |
Dezember 1942 |
Januar 1943 |
Februar 1943 |
März 1943 |
April 1943 |
Mai 1943 |
Juni 1943 |
►
Dieser Artikel behandelt damals aktuelle Nachrichten und Ereignisse – im März 1943.
Im Monat fortlaufend: der Zweite Weltkrieg – 1943

## Tagesgeschehen

### Montag, 1. März 1943
- Nahrungsmittelkonserven werden in den USA rationiert (durch die U.S. Office of Price Administration)[1]
- Berlin: Bei Luftangriffen durch die Royal Air Force und die U.S. Army Air Force sterben 486 Personen und 377 werden schwer verletzt.[2]
- Koriukivka (im Norden der Ukraine): Massenmord: 6700 Einwohner werden durch SS-Einheiten ermordet
- Helsinki: Risto Ryti (1889–1956), Beginn der zweiten Amtszeit als finnischer Präsident (bis 1944)

### Dienstag, 2. März 1943
- Moskau: Die Sowjetunion lehnt die Forderung der polnischen Exilregierung ab, die gemeinsame Grenze von 1939 wiederherzustellen, und beansprucht das von ihr besetzte Gebiet.

### Freitag, 5. März 1943
- Deutsches Reich: Die Alliierten beginnen mit schweren Bombenangriffe auf das Ruhrgebiet.
- Berlin: Anlässlich des 25-jährigen Jubiläums der Universum Film AG (Ufa) wird der Film "Münchhausen" mit Hans Albers in der Hauptrolle uraufgeführt.

### Dienstag, 9. März 1943
- Der inzwischen erfolglos kämpfende Rommel wird von seinem Kommando über die Heeresgruppe Afrika entbunden. Sein Nachfolger wird Generaloberst Hans-Jürgen von Arnim.

### Freitag, 12. März 1943
- Washington: Die USA verlängern das Leih- und Pachtgesetz vom 18. Februar 1941 zur Unterstützung der Kriegswirtschaft der Alliierten gegen Hitler.

### Sonntag, 14. März 1943
- Ein von der Widerstandsgruppe um Oberst Henning von Tresckow geplantes Bombenattentat auf Hitler scheitert.

### Samstag, 20. März 1943
- Nordatlantik: Deutsche U-Boote versenken bei der größten Geleitzugschlacht des Kriegs 21 Schiffe der Alliierten.

### Sonntag, 21. März 1943
- Berlin: Versuch eines Attentats auf Hitler durch Oberst Rudolf-Christoph Freiherr von Gersdorff (1905–1980) während einer militärischen Ausstellung im Zeughaus.

### Freitag, 26. März 1943
- In einem geheimen Schreiben an verschiedene Generale fordert Carl Friedrich Goerdeler zum Staatsstreich gegen Hitler auf.

### Samstag, 27. März 1943
- Eine Gruppe niederländischer Widerstandskämpfer verübt einen Anschlag auf das Einwohnermeldeamt Amsterdam.